# Roger Riou
Pour les articles homonymes, voir Riou.
Roger Riou, né le 16 août 1909 au Havre et décédé le 28 février 1994 à Rogny dans l'Aisne, est un prêtre missionnaire français, connu pour son ministère au service de l'aide au développement de l'île de la Tortue, à Haïti qu'il raconte dans son livre autobiographique Adieu la Tortue. Il est surnommé « le Schweitzer des Caraïbes », en référence à Albert Schweitzer.

## Biographie
Après une jeunesse dans le milieu du banditisme au Havre, Roger Ernest Riou entre au séminaire à vingt ans, est ordonné prêtre dans les années 1930, puis rejoint la famille Montfortaine.
En 1938, il arrive à Haïti et y participe aux campagnes anti-superstition de 1939 et 1942 dirigées contre la pratique du vaudou.
En 1947, il est envoyé sur l'île de la Tortue, à l'époque extrêmement déshéritée.
Sur place il entame l'éradication de différentes maladies comme le pian, la syphilis, la tuberculose, la lèpre et l'infestation par des vers parasites.
Il organise ensuite des conférences dans les pays francophones afin d'assurer une collecte de fonds pour ses œuvres.
De 1964 à 1969, il empêche le détournement de fonds dans l'envoi d'argent d'émigrés haïtiens aux habitants de l'île par des notables locaux, en centralisant l'envoi des paiements sur le père Boniface à Nassau (Bahamas) et réceptionnant lui-même à Haïti les sommes récoltées. Selon lui, il s'agit d'une des causes de son expulsion par la suite.
En 1969, à la suite de sa notoriété grandissante, il est forcé par les tontons macoutes de quitter Haïti sous le régime Duvalier de Papa Doc et est remplacé par le père Boniface, de Nassau.
Après 1969, Roger Riou part à Madagascar s'occuper de personnes atteintes de la lèpre.
Des associations Roger Riou existent en Suisse et en France.

### Sources
- Roger Riou dans l'émission de la RTS, La Voix au chapitre, en 1974.

### Publications
en français
- , Adieu la Tortue, Éditions Robert Laffont, collection « Vécu », 1974. Réédition J'ai lu, 1976.

en anglais
- The island of my life : from petty crime to priestly mission, Delacorte press, New York, 1975.